# 公開解密
OpenLeaks為維基解密前員工所建立的網站，2010年12月13日開始運作，其性質與維基解密相類以，主要發放敏感資料。不過OpenLeaks並不會直接透過網站發放消息，而是將匿名消息轉交予傳媒，經由傳媒向公眾發放。

## 外部連結
- OpenLeaks*